# إرنستو بيليغريني
إرنستو بيليغريني (بالإيطالية: Ernesto Pellegrini) أحد أبرز رؤساء نادي إنتر ميلان من عام 1984 إلى 1995، ولد في ميلانو عام 1940.